# Andy Irvine
Pour les articles homonymes, voir Irvine.
Pas d'image ? Cliquez ici

a Compétitions nationales et continentales officielles uniquement.

b Matchs officiels uniquement.
Dernière mise à jour le 21 novembre 2013.
Andrew Robertson Irvine, né le 16 septembre 1951 à Édimbourg est un joueur de rugby à XV écossais, évoluant au poste d'arrière.
Il est considéré avec Gavin Hastings comme le plus grand joueur du rugby écossais[réf. souhaitée].

## Biographie
Irvine fait ses débuts internationaux avec l'Écosse le 16 décembre 1972 contre les All Blacks à Édimbourg.
Son génie offensif et son talent en font un contre-attaquant hors pair. Mais son génie n'est pas récompensé, jouant pour une équipe d'Écosse trop faible au niveau international. Toutefois, il est capitaine du « XV du chardon » lors de la première victoire de l'Écosse en Australie en 1982.
Son talent lui permet toutefois de participer à 3 tournées des Lions britanniques : 1974 en Afrique du Sud, 1977 en Nouvelle-Zélande et 1980 en Afrique du Sud et il dispute respectivement 2, 4 et 3 test matchs.
Le 7 novembre 1981, il joue avec les Barbarians français contre la Nouvelle-Zélande à Bayonne. Les Baa-Baas s'inclinent 18 à 28.
Irvine dispute son dernier match international le 10 juillet 1982 contre l'Australie à Sydney, après avoir, quatre jours plus tôt, permis à son pays de remporter le premier succès de son histoire contre cette nation.
Il est nommé au Temple international de la renommée du rugby en 1999 et au Scottish Sports Hall of Fame en 2002.
En 2005, il devient le 119e président de la Fédération écossaise de rugby à XV,.

## Statistiques en équipe nationale

### Avec l'Écosse
- 51 sélections entre 1972 et 1982
- 9 essais, 61 pénalités, et 25 transformations
- 269 points
- Ventilation des 51 sélections : 1 en 1972, 5 en 1973, 4 en 1974, 6 en 1975, 4 en 1976, 5 en 1977, 4 en 1978, 5 en 1979, 4 en 1980, 8 en 1981, 6 en 1982.
- Dix Tournois des Cinq Nations disputés: 1973, 1974, 1975, 1976, 1977, 1978, 1979, 1980, 1981, 1982, dont une victoire partagée en 1973.

### Avec les Lions
- 9 sélections avec les Lions
- 2 essais, 6 pénalités, et 1 transformation
- 28 points
- Trois tournées des Lions : 1974 en Afrique du Sud, 1977 en Nouvelle-Zélande et 1980 en Afrique du Sud.